# 普拉代勒 (德龙省)
普拉代勒（法語：Pradelle，法語發音：[pʁadɛl]）是法国德龙省的一个市镇，属于迪镇区。

## 地理
普拉代勒（44°36'29"N, 5°17'31"E）面积12.92 平方千米，位于法国奥弗涅-罗讷-阿尔卑斯大区德龙省，该省份为法国东南部内陆省份，北起顺时针与伊泽尔省、上阿尔卑斯省、上普罗旺斯阿尔卑斯省、沃克吕兹省和阿尔代什省接壤。
与普拉代勒接壤的市镇（或旧市镇、城区）包括：罗什富尔沙、欧斯隆、布雷特、拉绍迪耶尔、佩讷勒塞克、里蒙和萨韦勒、迪瓦地区圣伯努瓦、圣纳泽尔勒代塞尔。

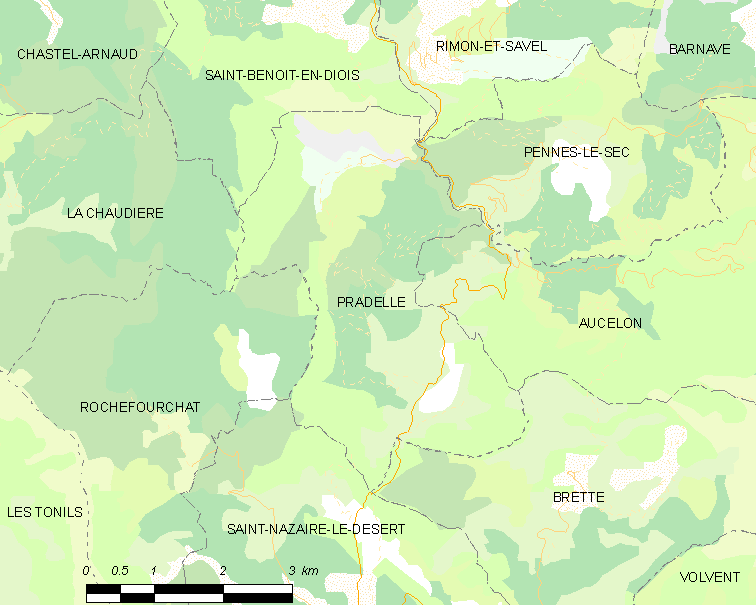
的OSM定位图

普拉代勒的时区为UTC+01:00、UTC+02:00（夏令时）。

## 行政
普拉代勒的邮政编码为26340，INSEE市镇编码为26254。

## 政治
普拉代勒所属的省级选区为迪瓦县。

## 人口

1962-2008年间人口变化图示

普拉代勒于2022年1月1日时的人口数量为25人。